# 古泉迦十
古泉迦十（1975年—）是一位日本推理小説作家。2000年，他的处女作《火蛾》获得第17届梅菲斯特奖。